# Desmocladus castaneus
Desmocladus castaneus är en gräsväxtart som beskrevs av Barbara Gillian Briggs och Lawrence Alexander Sidney Johnson. Desmocladus castaneus ingår i släktet Desmocladus och familjen Restionaceae. Inga underarter finns listade i Catalogue of Life.